# Rejon pereczyński
Rejon pereczyński (1947–2020) – dawna jednostka administracyjna w składzie obwodu zakarpackiego Ukrainy.
Utworzony został w 1947. Miał powierzchnię 631 km² i liczył około 32 tysięcy mieszkańców. Siedzibą władz rejonu było miasto Pereczyn.
Na terenie rejonu znajdowała się jedna miejska rada i 14 silskich rad, obejmujących w sumie 24 miejscowości.

## Miejscowości rejonu
- (Дубриничі)
- (Липовець)
- (Лікіцари)
- (Лумшори)
- (Маюрки)
- (Мокра)
- (Новоселиця)
- (Пастілки)
- Pereczyn (Перечин)
- (Полянська Гута)
- (Порошково)
- (Раково)
- (Свалявка)
- (Сімер)
- (Сімерки)
- (Туриця)
- (Турички)
- (Тур'я Бистра)
- (Тур'я Пасіка)
- (Тур'я Поляна)
- Turja Remeta (Тур'ї Ремети)
- (Вільшинки)
- (Ворочово)
- (Завбуч)
- (Зарічово)